# خاویر پرز دکوئیار
خاویر فلیپه ریکاردو پرز دکوئیار د لا گوئرا (به اسپانیایی: Javier Felipe Ricardo Pérez de Cuéllar y de la Guerra) (زاده ۱۹ ژانویهٔ ۱۹۲۰ در لیما – درگذشته ۴ مارس ۲۰۲۰ در لیما) دیپلمات اهل پرو و نخستین دبیرکل سازمان ملل متحد از آمریکای لاتین از ۱ ژانویه ۱۹۸۲ تا ۳۱ دسامبر ۱۹۹۱ بود.

## دیپلمات
پرز‌ دکوئیار، دانش‌آموخته رشته حقوق از دانشگاه کاتولیک لیما بود. او کار خود را از سال ۱۹۴۰ در وزارت امور خارجه پرو آغاز کرد و از سال ۱۹۴۴ در سفارتخانه‌های پرو در سراسر اروپا و آمریکای لاتین کار کرد.
پرز‌ دکوئیار در نخستین نشست رسمی مجمع عمومی سازمان ملل متحد پس از جنگ جهانی دوم در سال ۱۹۴۶ به عنوان عضو نخستین هیات دیپلماتیک پرو در سازمان ملل متحد حضور داشت. او در جایگاه ریاست شورای امنیت سازمان ملل متحد در تصمیم‌گیری‌های مهم و همچنین به عنوان نماینده ویژه این سازمان در میانجی‌گری صلح بین یونان و ترکیه در ۱۹۷۴ پس از تجاوز نظامی ترکیه به قبرس نقش داشت.

## سازمان ملل
دکوئیار در ۸ اسفند ۱۳۵۷ (۲۷ فوریه ۱۹۷۹م) به عنوان معاون دبیرکل سازمان ملل در امور سیاسی منصوب شد. از فروردین ۱۳۶۰ (آوریل ۱۹۸۱م)، او همچنین به‌عنوان نماینده شخصی دبیرکل در مورد وضعیت افغانستان عمل کرد. او در فروردین و مرداد (اپریل و آگوست) همان سال از پاکستان و افغانستان بازدید کرد تا مذاکراتی را که چند ماه قبل توسط دبیرکل آغاز شده بود ادامه دهد.https://www.un.org/sg/en/formersg/javier-perez-de-cuellar
دکوییار در طول جنگ عراق علیه ایران تلاش زیادی برای کاهش تنش میان دو کشور و هم چنین نقش مهمی در اجرای قطعنامه ۵۹۸ شورای امنیت و برقراری آتش‌بس ۱۹۸۸ ایفا نمود. وی در دسامبر ۱۹۹۱ با ارائه گزارشی به شورای امنیت سازمان ملل متحد، آشکارا از عراق به عنوان آغازکننده جنگ ایران و عراق نام برد.
پرز‌ دکوئیار مدیریت تلاش‌های بین‌المللی برای حل برخی از بحرانی‌ترین سال‌های جنگ سرد بین ایالات متحده آمریکا و اتحاد جماهیر شوروی سوسیالیستی (مانند خروج نیروهای شوروی از افغانستان) را به‌عهده داشت. او در درپایان دوره دوم دبیر کلی‌ سازمان ملل در سال ۱۹۹۱ در پایان دادن به درگیری در صحرای غربی، جنگ داخلی السالوادور، جنگ داخلی کلمبیا، و انقلاب نیکاراگوئه نقش داشت.
پس از پرز‌ دکوئیار، پطرس غالی به دبیرکلی سازمان ملل رسید.

## سیاست داخلی
خاویر پرز دکوئیار در انتخابات ریاست‌جمهوری پرو در سال ۱۹۹۵ شرکت کرد اما نتیجه را به رقیب خود آلبرتو فوجیموری واگذار کرد. پس از استعفای آلبرتو فوجیموری در سال ۲۰۰۰ و در میانه رسوایی‌های مالی، خاویر پرز مدت کوتاهی در جایگاه وزیر امور خارجه پرو و نخست‌وزیر پرو به دولت موقت کمک کرد تا انتخاباتی آزاد برگزار کند.

## سفارت
وی در سال ۲۰۰۴ سفیر پرو در فرانسه شد.

## درگذشت
خاویر پرز دکوئیار ۴ مارس ۲۰۲۰، در سن ۱۰۰ سالگی در لیما درگذشت.

## نگارخانه

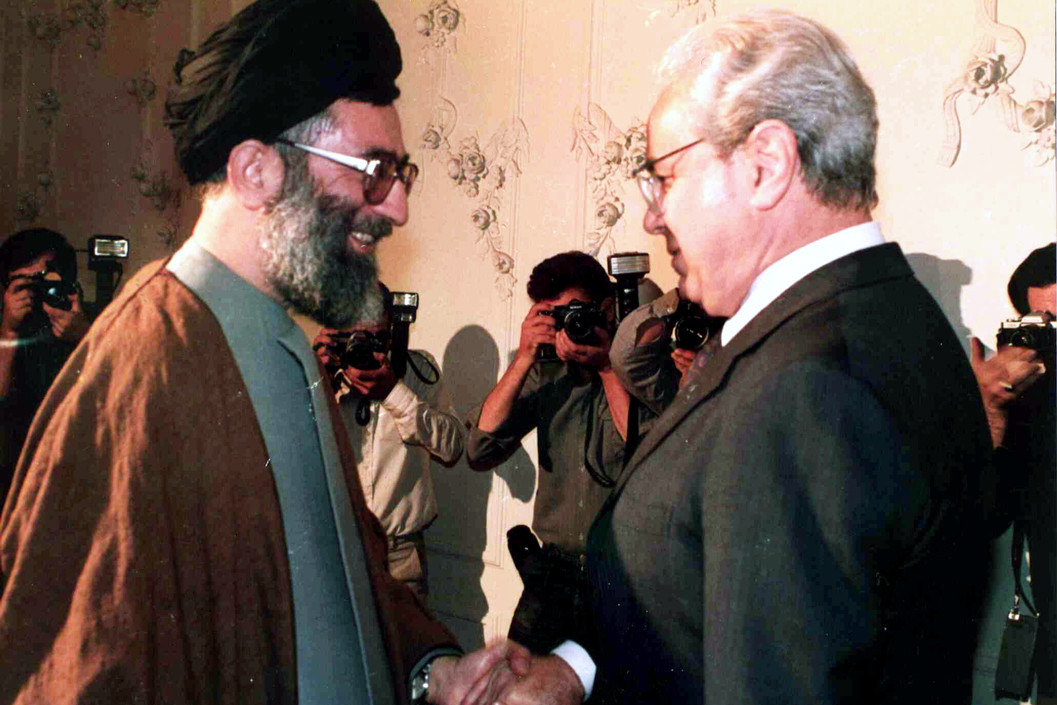
خاویر پرز دکوئیار همراه با رئیس‌جمهور ایران سید علی خامنه‌ای، ۲۲ شهریور ۱۳۶۶ (۱۳ سپتامبر ۱۹۸۷) در تهران
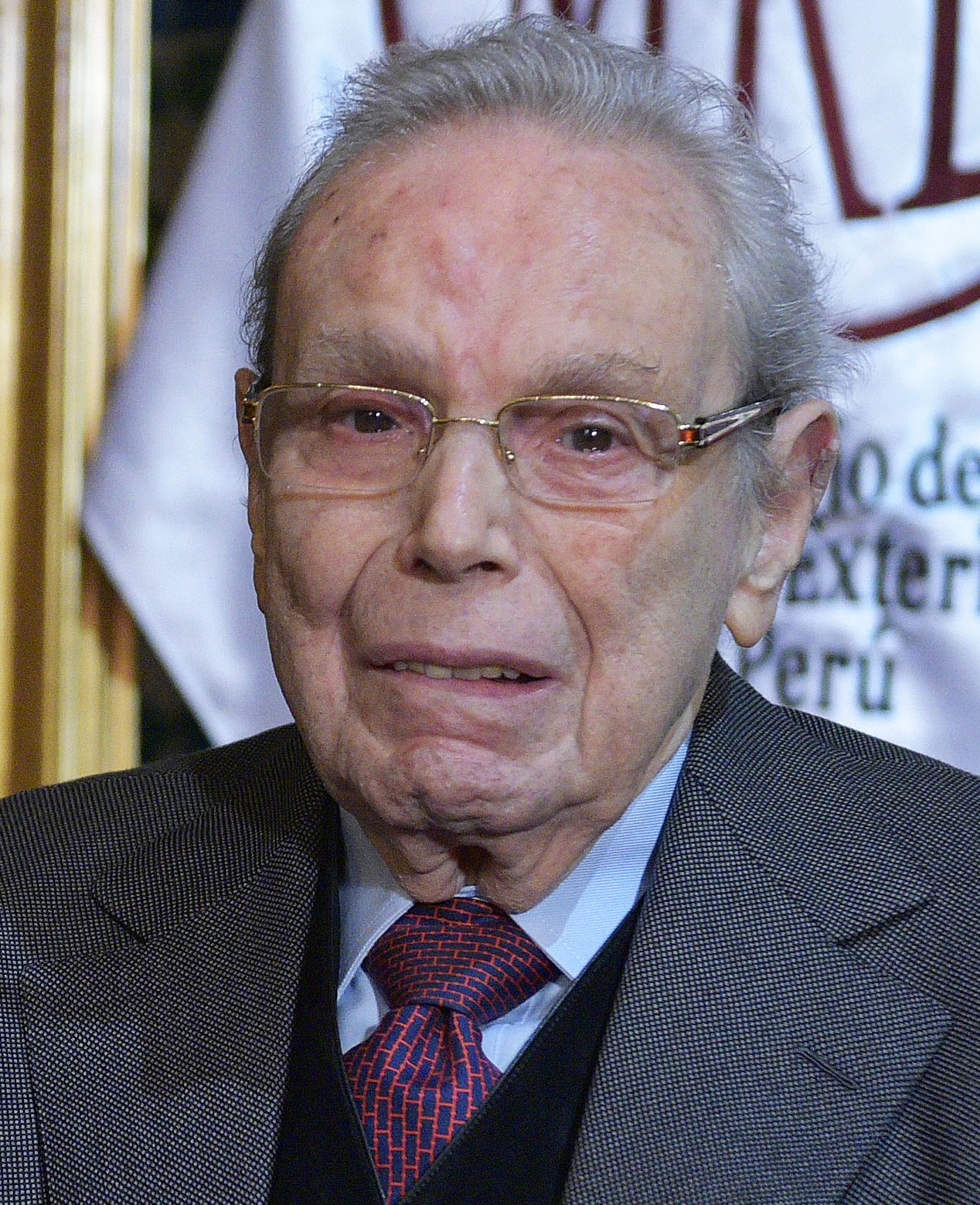
در ۱۸ اوت ۲۰۱۵